# 大什卡里夫卡
49°55′35″N 27°13′41″E / 49.92639°N 27.22806°E
大什卡里夫卡（烏克蘭語：Велика Шкарівка），是烏克蘭的村落，位於該國西部赫梅利尼茨基州，由舍佩蒂夫卡區負責管轄，處於比爾卡河畔，始建於1593年，面積80平方公里，海拔高度273米，2001年人口380。